# Curcuma achrae
Curcuma achrae là danh pháp khoa học của một loài nghệ, được Saensouk Surapon và Boonma Thawatphong mô tả khoa học năm 2022. Tên gọi thông thường trong tiếng Thái: Khamin thong.

## Từ nguyên
Tính từ định danh achrae được chọn để vinh danh Phó Giáo sư Tiến sĩ Achra Thammathaworn, nhà thực vật học của Đại học Khonkaen, chuyên gia về thực vật học và là thầy dạy của nhiều nhà thực vật học người Thái Lan.

## Chẩn đoán
Tương tự như C. xanthella, nhưng khác ở chỗ C. achrae có cuống lá có lông tơ (so với nhẵn nhụi), màu xanh lục với ánh đỏ (so với màu xanh lục); lá thưa lông ở phần gần trục với các lông mịn dọc theo gân giữa (so với nhẵn nhụi cả hai mặt); lá bắc hữu thụ hợp sinh ở 1/7 phần dưới (so với hợp sinh ở 1/4 phần dưới), đỉnh có mấu nhọn (so với nhọn hẹp); đáy của cánh môi màu trắng, phần giữa và phần đỉnh màu vàng kim, với 2 dải giữa màu vàng-vàng kim nổi chạy dọc theo gân giữa từ đỉnh đến đáy và chia thành hai mảng hình chữ Y ở đáy (so với đáy cánh môi màu trắng tới vàng nhạt, phần giữa và phần đỉnh màu vàng nóng, với 2 thanh phồng màu vàng-da cam chạy qua trung tâm); nhị lép hình trứng không đều, đỉnh nhọn, màu vàng kim dần chuyển thành vàng nhạt ở đáy, với mảng hình chữ V hay tam giác màu ánh đỏ ở đáy nhị lép (so với nhị lép thuôn dài không đều, đỉnh tù, màu vàng nóng tươi không có mảng đỏ); bao phấn gần như thẳng (so với bao phấn hình chữ L), cựa dài ~3 mm (so với cựa dài ~6 mm), mào dài 3–4 mm với đỉnh nhọn hoặc thuôn tròn hoặc hơi cụt (so với mào không rõ nét).

## Mẫu định danh
Mẫu định danh: T. Boonma 24, thu thập ngày 05 tháng 4 năm 2021, cao độ 60–152 m, huyện Mueang Nakhon Nayok, tỉnh Nakhon Nayok. Holotype: Đại học Khonkaen (KKU); isotypes: Vườn thực vật Hoàng hậu Sirikit (QBG), Cục Vườn quốc gia, Bảo tồn Động-Thực vật Hoang dã, Bộ Tài nguyên Môi trường Thái Lan (BKF), Cục Nông nghiệp, Bộ Nông nghiệp và Hợp tác xã Thái Lan (BK).

## Mô tả
Cây thân thảo sống lâu năm, cao tới 45 cm. Thân rễ hình trứng, 3,2–3,8 × 1–1,4 cm, mặt ngoài màu nâu, bên trong có 2 lớp màu vàng nhạt, có mùi thơm; củ rễ hình elipxoit, 2,5–3 × 1,2–1,4 cm, bên ngoài màu nâu, bên trong màu trắng, có mùi thơm, phát triển cách xa thân rễ một đoạn. Chồi lá có 6–8 lá mọc thành vòng tròn song song với mặt đất, gần như trên cùng một mặt phẳng, phát triển sau khi ra hoa; thân giả dài 18–24 cm, màu xanh lục ánh nâu đỏ, gồm các lá bắc bao và bẹ lá; lá bắc bao 2–3, đỉnh hơi có mấu nhọn, màu ánh đỏ khi còn non với chóp màu xanh lục và khô héo và rữa nát trong quá trình sinh trưởng; bẹ lá mọc thành 2 hàng, màu xanh lục ánh nâu đỏ, có lông tơ; lưỡi bẹ dài tới 6 mm, có 2 thùy, trong suốt, màu xanh lục ánh đỏ, thưa lông; cuống lá dài tới 25 cm (cuống lá ở trong cùng dài nhất, cuống lá ở ngoài cùng ngắn nhất), có rãnh, màu xanh lục ánh nâu đỏ, có lông tơ; phiến lá hình trứng hẹp đến hình elip hẹp, 26–45 × 10–13 cm, đáy hình tim, mép hơi gợn sóng, đỉnh hình đuôi, màu xanh lục ở phía gần trục, thưa lông, màu xanh lục nhạt hơn ở phía xa trục, có lông tơ, gân giữa màu xanh lục hoặc xanh lục ánh nâu, với các lông mịn dọc theo gân giữa, tỏa ra thành hình tròn, gần như nằm trên cùng một mặt phẳng song song với mặt đất. Cụm hoa ở bên, cuống và đáy của cụm hoa bông thóc thường ngầm dưới đất; cuống cụm hoa dài 3–5 cm, đường kính tới 6 mm, màu trắng, có lông tơ, có tới 6 lá bắc bao (lá bắc bao màu đỏ hoặc ánh đỏ với màu trắng ở đáy, đỉnh có mấu nhọn, có lông tơ); cụm hoa dài 4–6,5 cm, đường kính 2–3 cm ở đoạn giữa, rộng hơn về phía đỉnh, không mào hoa; lá bắc hữu thụ 10–18, hình trứng hẹp đến hình mác, nhỏ hơn và hình trứng hẹp ở đỉnh, 2,5–5,8 × 1–2,5 cm (lớn hơn ở gốc cụm hoa), đỉnh có mấu nhọn, cả hai mặt có lông tơ, màu xanh lục nhạt với các mức độ ánh đỏ khác nhau, hợp sinh ở 1/7 phần dưới; xim hoa bọ cạp xoắn ốc với 3–4 hoa ở gốc cụm hoa, 1–2 hoa ở ngọn; lá bắc con 1 mỗi hoa, hình tam giác hẹp, 7–12 × 1–2,7 mm (lá bắc con bên ngoài lớn hơn, lá bắc con bên trong nhỏ dần), có lông tơ, màu trắng trong mờ. Hoa dài 5,8–6,4 cm; đài hoa hình ống, dài 18–20 mm, 3 răng, có vết rạch một bên dài tới 8 mm, có lông tơ, màu trắng trong mờ; ống hoa dài 30–32 mm, bên ngoài màu trắng ánh vàng pha chút hồng nhạt, có lông tơ, bên trong màu trắng, có lông trắng ở họng; thùy tràng lưng hình tam giác hẹp-hình trứng, 21–26 × 9–11 mm, lõm, thưa lông, đỉnh có mấu nhọn, dài 3,3–4,8 mm, màu trắng ánh vàng nhạt ở gốc, màu ánh vàng pha hồng nhạt về phía đỉnh; các thùy tràng bên hẹp hình tam giác-hình trứng; 18–24 × 7–9 mm, lõm, đỉnh hơi có mấu nhọn, thưa lông, màu trắng ánh vàng nhạt ở gốc, màu ánh vàng pha hồng nhạt về phía đỉnh; cánh môi hình trứng ngược, 27–29 × 18–20 mm, đỉnh có khía, vết rạch đến 7 mm, gốc cánh môi màu trắng, phần giữa và phần đỉnh màu vàng kim, với 2 thanh phồng màu vàng-vàng kim nổi dọc theo gân giữa từ đỉnh đến đáy và chia thành hai mảng ở đáy giống hình chữ Y (tạo thành dải giữa), có lông mịn và ngắn dọc theo cả hai bên dải giữa; các nhị lép bên hình trứng không đều, 24–26 × 14–17 mm, đỉnh nhọn, có lông mịn ngắn ở mặt gần trục, màu vàng kim nhạt dần thành màu vàng nhạt ở đáy, với mảng hình chữ V hoặc hình tam giác màu đỏ ở đáy các nhị lép. Nhị dài 12–14 mm; chỉ nhị dài 4–5 mm, màu trắng ánh vàng nhạt, rộng ~5 mm ở phần đáy, rộng ~3 mm ở đỉnh (điểm gắn vào mô liên kết), được bao phủ bởi các lông ngắn mịn; bao phấn dài 12,5–14 mm (đo theo góc nhìn bên bao gồm cả cựa và mào), màu ánh vàng, có cựa, có lông tơ; mô liên kết màu trắng ánh vàng, có lông ngắn mịn che phủ; cựa bao phấn dài ~3 mm, hình nón, màu vàng nhạt, được lớp keo nhớt trong suốt che phủ ở cả 2 cựa, hướng ra ngoài; mào bao phấn dài 3–4 mm, rộng 2,7–3 mm, màu vàng kim, đỉnh nhọn đến thuôn tròn hoặc hơi cụt, hiếm khi rộng đầu, phủ đầy lông mịn ngắn; mô vỏ bao phấn dài 6,5–7 mm. Tuyến trên bầu 2, dài 5–7 mm, rộng 0,7–0,8 mm, màu vàng nhạt, đỉnh nhọn. Vòi nhụy mỏng, màu trắng, nhẵn nhụi, nằm trong rãnh ở mặt lưng của ống hoa; đầu nhụy ~1,7 × 1,8 mm, màu vàng nhạt; lỗ có lông rung. Bầu nhụy ~3,8 × 3 mm, 3 ngăn, có lông tơ. Không thấy quả và hạt.
Ra hoa từ cuối tháng 3 đến đầu tháng 5; hoa nở vào buổi sáng và kéo dài trong một ngày. Chồi lá xuất hiện vào cuối tháng 5 và thời kỳ ngủ đông bắt đầu vào tháng 11. Không thấy quá trình tạo quả.

## Phân bố
C. achrae được tìm thấy ở phía tây nam dãy núi Sankamphaeng thuộc huyện Mueang Nakhon Nayok, tỉnh Nakhon Nayok, miền trung Thái Lan. Mọc ở cao độ 60–152 m, trên đất thịt pha cát ở ranh giới gần dòng nước, ở những khu vực tương đối thưa trong rừng lá sớm rụng.